# Trefle
Trefle（トレフル）は、2013年4月から2016年11月まで活動していた日本の声優ユニット。所属レコード会社はFEEL MEE。

## 概要
超!A&G+で2013年4月6日から2015年7月4日まで放送されていたインターネットラジオ番組A&G Girls Project Trefleのパーソナリティによって結成された。結成当初は6人組ユニットだったが、2014年春から4人が追加され10人組ユニットになった。

## 来歴
2013年
- 4月6日：インターネットラジオ番組「A&G Girls Project[2]」放送開始。
- 4月20日：「A&G Girls Project」第3回放送時にユニット名がTrefleに決定。ラジオ番組も「A&G Girls Project Trefle」に改題された。
- 5月5日：横浜開港記念みなと祭「ヨコハマ カワイイパークJ－Pop Culture Festival2013」で初のライブ披露。
- 9月1日：単独ライブ「Trefle Meeting Project 1」開催。[3]

- 10月23日：セカンドショットより初のCDとなるアルバム「アニソン神曲+チェンクロ」発売。

2014年
- 2月9日：単独ライブ「Trefle Meeting Project 2」開催。
- 4月7日：「Trefle マネージャーズクラブ」（公式ファンクラブ）を設立。
- 5月：「A&G Girls Project Trefle」第57～59回のラジオ放送内で追加メンバーが順次加入。
- 9月26日：アルバム「アニソン神曲プラス」発売。

2015年
- 4月25日：シングル「―春夏秋冬―＋the one step shining star」発売。
- 5月10日：単独ライブ「Trefle Meeting Project 3」開催。
- 7月4日：インターネットラジオ番組「A&G Girls Project Trefle」放送終了。
- 8月13日：ニコニコ動画「セカンドショットちゃんねる」で公開された「Trefle 期間限定公開、緊急特番」においてメジャーデビューが発表。[4]
- 10月8日：ニコニコ動画「セカンドショットちゃんねる」にて「Trefle-TV」が不定期配信開始。
- 11月18日：FEEL MEEよりメジャーデビューシングル「Butter-Fly/One Time」発売。

2016年
- 4月6日：セカンドシングル「桜/君の呼ぶ名前」発売。
- 4月8日：「Trefle-TV」が隔週放送に移行。
- 5月15日：単独ライブ「Trefle Meeting Project 4」開催。
- 7月29日：「Trefle-TV」第11回配信において、2016年11月をもって活動休止、9月28日アルバム発売、11月5日にラストライブ開催を発表。[5][6]
- 9月28日：アルバム「Final Project」発売。
- 11月5日：単独ライブ「Trefle Meeting Project 5 -The Final-」開催。
- 11月18日：「Trefle-TV」最終回（第19回）配信。

## メンバー
*は結成時からのメンバー。
| 名前        | 愛称       | 個人カラー | 誕生日   | 出身地   | 所属事務所                     |
| ----------- | ---------- | ---------- | -------- | -------- | ------------------------------ |
| 鹿野優以*   | チーフ     | 白         | 12月22日 | 東京都   | 青二プロダクション             |
| 石川由依*   | いっしー   | 水色       | 5月30日  | 兵庫県   | 砂岡事務所                     |
| 一木千洋*   | ひろち     | オレンジ   | 4月16日  | 静岡県   | 青二プロダクション             |
| 柏山奈々美  | かっしー   | 黄緑       | 12月27日 | 宮城県   | サンミュージックプロダクション |
| 後藤友香里* | ごとりん   | 赤         | 1月14日  | 東京都   | 青二プロダクション             |
| 鈴木絵理    | えりぴょん | 黄色       | 6月22日  | 神奈川県 | 東京俳優生活協同組合           |
| 高橋未奈美* | みーな     | 青         | 12月20日 | 神奈川県 | 東京俳優生活協同組合           |
| 高橋花林    | かりりん   | ピンク     | 9月9日   | 神奈川県 | 青二プロダクション             |
| 高宗歩未    | むねこ     | 緑         | 6月10日  | 東京都   | 砂岡事務所                     |
| 田上真里奈* | タノウェイ | 紫         | 9月28日  | 福岡県   | 砂岡事務所                     |

## ディスコグラフィ
- セカンドショットより発売

| 発売日          | タイトル                                                           | 収録曲                                                                                        | 歌唱メンバー                       | タイアップ | 備考                                                                                                |
| --------------- | ------------------------------------------------------------------ | --------------------------------------------------------------------------------------------- | ---------------------------------- | --- | --------------------------------------------------------------------------------------------------- |
| 2013年 10月23日 | アニソン神曲＋チェンクロ - SSHC-1002                               | 「キズナの物語」 作詞：サカノウエヨースケ、イズミタカカゲ 作曲・編曲：サカノウエヨースケ      | 鹿野・石川 一木・後藤 高橋未・田上 | 「キズナの物語」 - ゲーム『チェインクロニクル』主題歌 - 超!A&G+「A&G Girls Project Trefle」EDテーマ                                                                | |
| 2013年 10月23日 | アニソン神曲＋チェンクロ - SSHC-1002                               | 「YOU GET TO BURNING」 作詞：有森聡美 作曲：大森俊之 編曲：コバヤシユウジ                     | 鹿野・石川 一木・後藤 高橋未・田上 | 「キズナの物語」 - ゲーム『チェインクロニクル』主題歌 - 超!A&G+「A&G Girls Project Trefle」EDテーマ                                                                | |
| 2013年 10月23日 | アニソン神曲＋チェンクロ - SSHC-1002                               | 「創聖のアクエリオン」 作詞：岩里祐穂 作曲：菅野よう子 編曲：奥田健介                         | 鹿野・石川 後藤                    | 「キズナの物語」 - ゲーム『チェインクロニクル』主題歌 - 超!A&G+「A&G Girls Project Trefle」EDテーマ                                                                | |
| 2013年 10月23日 | アニソン神曲＋チェンクロ - SSHC-1002                               | 「Fight!」 作詞：小澤幸代 作曲：伊藤薫 編曲：奥田健介                                         | 鹿野・石川 一木・後藤 高橋未・田上 | 「キズナの物語」 - ゲーム『チェインクロニクル』主題歌 - 超!A&G+「A&G Girls Project Trefle」EDテーマ                                                                | |
| 2013年 10月23日 | アニソン神曲＋チェンクロ - SSHC-1002                               | 「星間飛行」 作詞：松本隆 作曲：菅野よう子 編曲：奥田健介                                     | 一木・高橋未 田上                  | 「キズナの物語」 - ゲーム『チェインクロニクル』主題歌 - 超!A&G+「A&G Girls Project Trefle」EDテーマ                                                                | |
| 2013年 10月23日 | アニソン神曲＋チェンクロ - SSHC-1002                               | 「空色デイズ」 作詞：MEG ROCK 作曲：斎藤真也 編曲：奥田健介                                   | 鹿野・後藤                         | 「キズナの物語」 - ゲーム『チェインクロニクル』主題歌 - 超!A&G+「A&G Girls Project Trefle」EDテーマ                                                                | |
| 2013年 10月23日 | アニソン神曲＋チェンクロ - SSHC-1002                               | 「Blue Water」 作詞：来生えつこ 作曲：井上ヨシマサ 編曲：奥田健介                             | 鹿野・石川 一木・後藤 高橋未・田上 | 「キズナの物語」 - ゲーム『チェインクロニクル』主題歌 - 超!A&G+「A&G Girls Project Trefle」EDテーマ                                                                | |
| 2013年 10月23日 | アニソン神曲＋チェンクロ - SSHC-1002                               | 「キズナの物語」                                                                              | （インスト）                       | 「キズナの物語」 - ゲーム『チェインクロニクル』主題歌 - 超!A&G+「A&G Girls Project Trefle」EDテーマ                                                                | |
| 2014年 9月26日  | アニソン神曲プラス - SSHC-1010（初回限定版） - SSHC-1011（通常版） | 「the one step shining star」 作詞：イズミタカカゲ 作曲：コバヤシユウジ 編曲：T-GREEN         |                                    | 「the one step shining star」 - 超!A&G+「A&G Girls Project Trefle」OPテーマ 「コンディション・グリーン〜緊急発進〜」 - 超!A&G+「A&G Girls Project Trefle」EDテーマ | - 特典DVD「キズナの物語MV」 - 封入特典「収録アニソン歌詞ブック」                                    |
| 2014年 9月26日  | アニソン神曲プラス - SSHC-1010（初回限定版） - SSHC-1011（通常版） | 「青空のナミダ」 作詞：高橋瞳、渡辺なつみ 作曲：田中秀典 編曲：T-GREEN                        | 高橋未                             | 「the one step shining star」 - 超!A&G+「A&G Girls Project Trefle」OPテーマ 「コンディション・グリーン〜緊急発進〜」 - 超!A&G+「A&G Girls Project Trefle」EDテーマ | - 特典DVD「キズナの物語MV」 - 封入特典「収録アニソン歌詞ブック」                                    |
| 2014年 9月26日  | アニソン神曲プラス - SSHC-1010（初回限定版） - SSHC-1011（通常版） | 「1/3の純情な感情」 作詞・作曲：SIAM SHADE 編曲：佐久間薫                                     | 高橋花                             | 「the one step shining star」 - 超!A&G+「A&G Girls Project Trefle」OPテーマ 「コンディション・グリーン〜緊急発進〜」 - 超!A&G+「A&G Girls Project Trefle」EDテーマ | - 特典DVD「キズナの物語MV」 - 封入特典「収録アニソン歌詞ブック」                                    |
| 2014年 9月26日  | アニソン神曲プラス - SSHC-1010（初回限定版） - SSHC-1011（通常版） | 「Angel Night〜天使のいる場所〜」 作詞：松尾由紀夫 作曲：松浦雅也 編曲：T-GREEN               | 鹿野                               | 「the one step shining star」 - 超!A&G+「A&G Girls Project Trefle」OPテーマ 「コンディション・グリーン〜緊急発進〜」 - 超!A&G+「A&G Girls Project Trefle」EDテーマ | - 特典DVD「キズナの物語MV」 - 封入特典「収録アニソン歌詞ブック」                                    |
| 2014年 9月26日  | アニソン神曲プラス - SSHC-1010（初回限定版） - SSHC-1011（通常版） | 「プラチナ」 作詞：岩里祐穂 作曲：菅野よう子 編曲：佐久間薫                                   | 一木                               | 「the one step shining star」 - 超!A&G+「A&G Girls Project Trefle」OPテーマ 「コンディション・グリーン〜緊急発進〜」 - 超!A&G+「A&G Girls Project Trefle」EDテーマ | - 特典DVD「キズナの物語MV」 - 封入特典「収録アニソン歌詞ブック」                                    |
| 2014年 9月26日  | アニソン神曲プラス - SSHC-1010（初回限定版） - SSHC-1011（通常版） | 「輪舞-revolution」 作詞：奥井雅美 作曲：矢吹俊郎 編曲：佐久間薫                              | 後藤                               | 「the one step shining star」 - 超!A&G+「A&G Girls Project Trefle」OPテーマ 「コンディション・グリーン〜緊急発進〜」 - 超!A&G+「A&G Girls Project Trefle」EDテーマ | - 特典DVD「キズナの物語MV」 - 封入特典「収録アニソン歌詞ブック」                                    |
| 2014年 9月26日  | アニソン神曲プラス - SSHC-1010（初回限定版） - SSHC-1011（通常版） | 「Successful Mission」 作詞：MEGUMI 作曲：佐藤英敏 編曲：佐久間薫                             | 柏山                               | 「the one step shining star」 - 超!A&G+「A&G Girls Project Trefle」OPテーマ 「コンディション・グリーン〜緊急発進〜」 - 超!A&G+「A&G Girls Project Trefle」EDテーマ | - 特典DVD「キズナの物語MV」 - 封入特典「収録アニソン歌詞ブック」                                    |
| 2014年 9月26日  | アニソン神曲プラス - SSHC-1010（初回限定版） - SSHC-1011（通常版） | 「Butter-Fly」 作詞・作曲：千綿偉功 編曲：T-GREEN                                             | 田上                               | 「the one step shining star」 - 超!A&G+「A&G Girls Project Trefle」OPテーマ 「コンディション・グリーン〜緊急発進〜」 - 超!A&G+「A&G Girls Project Trefle」EDテーマ | - 特典DVD「キズナの物語MV」 - 封入特典「収録アニソン歌詞ブック」                                    |
| 2014年 9月26日  | アニソン神曲プラス - SSHC-1010（初回限定版） - SSHC-1011（通常版） | 「絶対!Part2」 作詞：及川眠子 作曲：松本俊明 編曲：佐久間薫                                   | 鈴木                               | 「the one step shining star」 - 超!A&G+「A&G Girls Project Trefle」OPテーマ 「コンディション・グリーン〜緊急発進〜」 - 超!A&G+「A&G Girls Project Trefle」EDテーマ | - 特典DVD「キズナの物語MV」 - 封入特典「収録アニソン歌詞ブック」                                    |
| 2014年 9月26日  | アニソン神曲プラス - SSHC-1010（初回限定版） - SSHC-1011（通常版） | 「コンディション・グリーン〜緊急発進〜」 作詞：田口俊 作曲：TSUKASA 編曲：佐久間薫            | 柏山・鈴木 高橋花・高宗            | 「the one step shining star」 - 超!A&G+「A&G Girls Project Trefle」OPテーマ 「コンディション・グリーン〜緊急発進〜」 - 超!A&G+「A&G Girls Project Trefle」EDテーマ | - 特典DVD「キズナの物語MV」 - 封入特典「収録アニソン歌詞ブック」                                    |
| 2014年 9月26日  | アニソン神曲プラス - SSHC-1010（初回限定版） - SSHC-1011（通常版） | 「それでも明日はやってくる」 作詞・作曲：鈴木結女 編曲：佐久間薫                              | 高宗                               | 「the one step shining star」 - 超!A&G+「A&G Girls Project Trefle」OPテーマ 「コンディション・グリーン〜緊急発進〜」 - 超!A&G+「A&G Girls Project Trefle」EDテーマ | - 特典DVD「キズナの物語MV」 - 封入特典「収録アニソン歌詞ブック」                                    |
| 2014年 9月26日  | アニソン神曲プラス - SSHC-1010（初回限定版） - SSHC-1011（通常版） | 「ETERNAL WIND〜ほほえみは光る風の中〜」 作詞：西脇唯 作曲：西脇唯、緒里原洋子 編曲：佐久間薫 | 石川                               | 「the one step shining star」 - 超!A&G+「A&G Girls Project Trefle」OPテーマ 「コンディション・グリーン〜緊急発進〜」 - 超!A&G+「A&G Girls Project Trefle」EDテーマ | - 特典DVD「キズナの物語MV」 - 封入特典「収録アニソン歌詞ブック」                                    |
| 2015年 4月25日  | ―春夏秋冬―＋the one step shining star - SSGA-1001                  | 「春夏秋冬」 作詞：イズミタカカゲ 作曲・編曲：壱岐英利香                                      |                                    | | Trefle Meeting Project 3 開催記念CD ゲーマーズ専売 2015年12月28日よりセカンドショット通販で取扱開始 |
| 2015年 4月25日  | ―春夏秋冬―＋the one step shining star - SSGA-1001                  | 「the one step shining star」 作詞：イズミタカカゲ 作曲：コバヤシユウジ 編曲：T-GREEN         |                                    | | Trefle Meeting Project 3 開催記念CD ゲーマーズ専売 2015年12月28日よりセカンドショット通販で取扱開始 |

- FEEL MEEより発売

| 発売日          | タイトル                         | 収録曲                                                                                | 歌唱メンバー                       | タイアップ                                                      | 備考 |
| --------------- | -------------------------------- | ------------------------------------------------------------------------------------- | ---------------------------------- | --------------------------------------------------------------- | --- |
| 2015年 11月18日 | Butter-Fly/One Time - NECM-12173 | 「Butter-Fly」 作詞・作曲：千綿偉功 編曲：michitomo                                   |                                    | 「Butter-Fly」 - テレビ東京「アニメマシテ」2015年11月度OPテーマ | メジャーデビューCD 本CDの帯にはオリジナルの「Butter-Fly」を歌唱している和田光司による直筆のメッセージが印刷されている。                                             |
| 2015年 11月18日 | Butter-Fly/One Time - NECM-12173 | 「One Time」 作詞：大華奈央香 作曲：睦月周平 編曲：michitomo                          |                                    | 「Butter-Fly」 - テレビ東京「アニメマシテ」2015年11月度OPテーマ | メジャーデビューCD 本CDの帯にはオリジナルの「Butter-Fly」を歌唱している和田光司による直筆のメッセージが印刷されている。                                             |
| 2015年 11月18日 | Butter-Fly/One Time - NECM-12173 | 「Butter-Fly〜Original Karaoke〜」                                                    | （インスト）                       | 「Butter-Fly」 - テレビ東京「アニメマシテ」2015年11月度OPテーマ | メジャーデビューCD 本CDの帯にはオリジナルの「Butter-Fly」を歌唱している和田光司による直筆のメッセージが印刷されている。                                             |
| 2015年 11月18日 | Butter-Fly/One Time - NECM-12173 | 「One Time〜Original Karaoke〜」                                                      | （インスト）                       | 「Butter-Fly」 - テレビ東京「アニメマシテ」2015年11月度OPテーマ | メジャーデビューCD 本CDの帯にはオリジナルの「Butter-Fly」を歌唱している和田光司による直筆のメッセージが印刷されている。                                             |
| 2016年 4月6日   | 桜/君の呼ぶ名前 - NECM-12174     | 「桜」 作詞：Junxix 作曲：Junxix、GA-HA- 編曲：michitomo                              |                                    | 「桜」 - TOKYO MX「GODENGINE TV」EDテーマ。                     | |
| 2016年 4月6日   | 桜/君の呼ぶ名前 - NECM-12174     | 「君の呼ぶ名前」 作詞・作曲：Junxix 編曲：Saku                                        |                                    | 「桜」 - TOKYO MX「GODENGINE TV」EDテーマ。                     | |
| 2016年 4月6日   | 桜/君の呼ぶ名前 - NECM-12174     | 「桜〜Original Karaoke〜」                                                            | （インスト）                       | 「桜」 - TOKYO MX「GODENGINE TV」EDテーマ。                     | |
| 2016年 4月6日   | 桜/君の呼ぶ名前 - NECM-12174     | 「君の呼ぶ名前〜Original Karaoke〜」                                                  | （インスト）                       | 「桜」 - TOKYO MX「GODENGINE TV」EDテーマ。                     | |
| 2016年 9月28日  | Final Project - NECA-30333       | 「Butter-Fly」 作詞・作曲：千綿偉功 編曲：michitomo                                   |                                    |                                                                 | - 「the one step shining star」はアルバム「アニソン神曲プラス」、シングル「―春夏秋冬―＋the one step shining star」に収録されていたものとは異なる6人歌唱バージョン。 |
| 2016年 9月28日  | Final Project - NECA-30333       | 「Sing Sing」 作詞・作曲：Junxix 編曲：Saku                                           |                                    |                                                                 | - 「the one step shining star」はアルバム「アニソン神曲プラス」、シングル「―春夏秋冬―＋the one step shining star」に収録されていたものとは異なる6人歌唱バージョン。 |
| 2016年 9月28日  | Final Project - NECA-30333       | 「いつかの空に」 作詞：大華奈央香 作曲：michitomo 編曲：KOJI Oda                      |                                    |                                                                 | - 「the one step shining star」はアルバム「アニソン神曲プラス」、シングル「―春夏秋冬―＋the one step shining star」に収録されていたものとは異なる6人歌唱バージョン。 |
| 2016年 9月28日  | Final Project - NECA-30333       | 「the one step shining star」 作詞：イズミタカカゲ 作曲：コバヤシユウジ 編曲：T-GREEN | 鹿野・石川 一木・後藤 高橋未・田上 |                                                                 | - 「the one step shining star」はアルバム「アニソン神曲プラス」、シングル「―春夏秋冬―＋the one step shining star」に収録されていたものとは異なる6人歌唱バージョン。 |
| 2016年 9月28日  | Final Project - NECA-30333       | 「春夏秋冬」 作詞：イズミタカカゲ 作曲・編曲：壱岐英利香                              |                                    |                                                                 | - 「the one step shining star」はアルバム「アニソン神曲プラス」、シングル「―春夏秋冬―＋the one step shining star」に収録されていたものとは異なる6人歌唱バージョン。 |
| 2016年 9月28日  | Final Project - NECA-30333       | 「君の呼ぶ名前」 作詞・作曲：Junxix 編曲：Saku                                        |                                    |                                                                 | - 「the one step shining star」はアルバム「アニソン神曲プラス」、シングル「―春夏秋冬―＋the one step shining star」に収録されていたものとは異なる6人歌唱バージョン。 |
| 2016年 9月28日  | Final Project - NECA-30333       | 「Guilty」 作詞：後藤友香里 作曲：川崎里実 編曲：かずぼーい．                         | 鹿野・石川 柏山・後藤 高橋未       |                                                                 | - 「the one step shining star」はアルバム「アニソン神曲プラス」、シングル「―春夏秋冬―＋the one step shining star」に収録されていたものとは異なる6人歌唱バージョン。 |
| 2016年 9月28日  | Final Project - NECA-30333       | 「風吹く朝に・・・」 作詞：田上真里奈 作曲：川崎里実 編曲：かずぼーい．               | 一木・鈴木 高橋花・高宗 田上       |                                                                 | - 「the one step shining star」はアルバム「アニソン神曲プラス」、シングル「―春夏秋冬―＋the one step shining star」に収録されていたものとは異なる6人歌唱バージョン。 |
| 2016年 9月28日  | Final Project - NECA-30333       | 「桜」 作詞：Junxix 作曲：Junxix、GA-HA- 編曲：michitomo                              |                                    |                                                                 | - 「the one step shining star」はアルバム「アニソン神曲プラス」、シングル「―春夏秋冬―＋the one step shining star」に収録されていたものとは異なる6人歌唱バージョン。 |
| 2016年 9月28日  | Final Project - NECA-30333       | 「One Time」 作詞：大華奈央香 作曲：睦月周平 編曲：michitomo                          |                                    |                                                                 | - 「the one step shining star」はアルバム「アニソン神曲プラス」、シングル「―春夏秋冬―＋the one step shining star」に収録されていたものとは異なる6人歌唱バージョン。 |
| 2016年 9月28日  | Final Project - NECA-30333       | 「内緒のエンペリーゼ」 作詞・作曲：Junxix 編曲：かずぼーい．                          |                                    |                                                                 | - 「the one step shining star」はアルバム「アニソン神曲プラス」、シングル「―春夏秋冬―＋the one step shining star」に収録されていたものとは異なる6人歌唱バージョン。 |

## イベント

### 単独ライブ
| 公演日        | タイトル                             | 会場                         | 備考        |
| ------------- | ------------------------------------ | ---------------------------- | ----------- |
| 2013年9月1日  | Trefle Meeting Project 1             | 文化放送メディアプラスホール | 昼夜2回公演 |
| 2014年2月9日  | Trefle Meeting Project 2             | 代官山LOOP                   | 昼夜2回公演 |
| 2015年5月10日 | Trefle Meeting Project 3 前哨戦      | ニッショーホール             |             |
| 2015年5月10日 | Trefle Meeting Project 3 本戦        | ニッショーホール             |             |
| 2016年5月15日 | Trefle Meeting Project 4             | サイエンスホール             |             |
| 2016年11月5日 | Trefle Meeting Project 5 -The Final- | ニッショーホール             | 昼夜2回公演 |

### その他のイベント
（2015年8月以前はA&G Girls Project Trefleの記事を参照）
- Trefleメジャーデビュー決定記念イベント

　　大阪（2015年9月19日、ゲーマーズなんば店、出演：鹿野・後藤・高橋花）

　　仙台（2015年9月27日、ゲーマーズ仙台店、出演：鈴木・柏山）

　　名古屋（2015年10月11日、名古屋 第一アメ横ビル、出演：一木・高橋未）

　　東京（2015年10月25日、AKIHABARAゲーマーズ本店、出演：全員）

- Trefle「Butter-Fly」発売記念　ブロマイドお渡し会（2015年10月3日、書泉グランデ、出演：石川・田上・高宗）
- Trefle CAFÉ（2015年10月31日-11月1日、シダックス 新宿歌舞伎町クラブ、出演：鹿野・後藤・一木・田上・高橋花・柏山）
- 新星堂presents iPop Monthly Fes Vol.47（2015年11月3日、池袋サンシャインシティ 噴水広場、出演：鹿野・石川・一木・柏山・後藤・鈴木・高橋花・高橋未・田上）
- CD「Butter-Fly」発売記念　Trefle さんトークショー（2015年11月18日、書泉ブックタワー、出演：鹿野・柏山・鈴木・高橋花・高宗）
- Trefleミニライブ+特典会（2015年11月21日、Zeppダイバーシティ東京 フェスティバル広場、出演：全員）
- Trefle メジャーデビューシングル「Butter-Fly」発売記念イベント

　　秋葉原（2015年11月27日、アニメイト秋葉原店、出演：後藤・柏山）

　　大宮（2015年11月28日、アニメイト大宮店、出演：一木・高橋花）

　　横浜（2015年12月4日、アニメイト横浜店、出演：田上・高宗）

　　津田沼（2015年12月4日、アニメイト津田沼店、出演：鹿野・一木）

　　池袋（2015年12月11日、アニメイト池袋本店、出演：鹿野・高宗）

- みるくらりあっとVOL8 〜続・MOE BREAK 2000〜【TOKYO】（2015年12月27日、Zeppダイバーシティ東京、出演：全員）
- みるくらりあっとVOL8 〜続・MOE BREAK 2000〜【OSAKA】（2016年2月7日、堂島リバーフォーラム、出演：石川・一木・柏山・高橋花・田上）
- ANISON HISTORY Japan!!（2016年3月30日、NHKホール、出演：鹿野・石川・一木・柏山・後藤・高橋花・高宗）
- Trefle『桜』発売記念　トーク＆CD、生写真お渡し会（2016年4月6日、アニメイト池袋本店、出演：石川・柏山・高橋花・高宗・田上）
- Trefle「桜/君の呼ぶ名前」発売記念イベント（2016年4月10日、AKIHABARAゲーマーズ本店、出演：全員）
- SECONDSHOT FES -Girls Members-（2016年5月7日、メルパルクホール東京、出演：（昼の部）鹿野・一木・後藤・田上（夜の部）柏山・鈴木・高橋花・高宗）
- Trefle「Final Project」発売記念イベント（2016年9月24日、AKIHABARAゲーマーズ本店、出演：石川・後藤・鈴木・高橋花・田上）
- CD Trefle「Final Project」発売記念　CD、CDジャケット型ポストカードお渡し会（2016年9月28日、書泉ブックタワー、出演：鹿野・一木・柏山・高橋未・高宗）[13]
- Trefle「Final Project」発売記念イベント（2016年10月2日、animate hall SHINJUKU、出演：鹿野・石川・一木・柏山・後藤・高橋花・高宗・田上）

## 出演
各メンバーがソロ出演の番組は各メンバーの項を参照。

### テレビ
- リスアニ!TV（TOKYO MX他、2015年11月21日）
- アニメマシテ（テレビ東京、2015年11月23日・30日）
- ANISON HISTORY Japan!!（NHK BSプレミアム、2016年3月31日・5月1日）

### ラジオ
- A&G Girls Project Trefle（超!A&G+、2013年4月6日 - 2015年7月4日）
- レコメン!（文化放送、2015年11月4日）
- A&G ARTIST ZONE THE CATCH 鷲崎健（超!A&G+、2015年11月13日）
- らじらー!サンデー（NHKラジオ第一、2015年11月15日）

### インターネット放送
- Trefle-TV(ニコニコ動画、ニコニコ生放送)（全19回）

　　第1回、第2回は不定期配信

　　第3回からは隔週金曜日22：30～ニコニコ動画セカンドショットちゃんねるにて放送されていた。

　　翌週土曜の00：00にアーカイブが配信された。

　　第3回から18回までのMC担当は田上。

|    | 配信日（アーカイブ配信日）       | 出演者                                                                    |
| -- | -------------------------------- | ------------------------------------------------------------------------- |
| 1  | 2015年10月8日                    | 鹿野、後藤、高橋花                                                        |
| 2  | 2015年10月24日                   | 柏山、鈴木                                                                |
| 3  | 2016年4月8日（2016年4月16日）    | VTR出演：石川、高宗                                                       |
| 4  | 2016年4月22日（2016年4月30日）   | ゲスト：一木、VTR出演：高橋未                                             |
| 5  | 2016年5月6日（2016年5月14日）    | ゲスト：柏山、高橋花                                                      |
| 6  | 2016年5月20日（2016年5月28日）   | ゲスト：鹿野、VTR出演：石川、一木、柏山、後藤、鈴木、高橋花、高橋未、高宗 |
| 7  | 2016年6月3日（2016年6月11日）    | ゲスト：石川                                                              |
| 8  | 2016年6月17日（2016年6月25日）   | ゲスト：鈴木、高宗                                                        |
| 9  | 2016年7月1日（2016年7月9日）     |                                                                           |
| 10 | 2016年7月15日（2016年7月23日）   |                                                                           |
| 11 | 2016年7月29日（2016年8月6日）    | ゲスト：高橋未                                                            |
| 12 | 2016年8月12日（2016年8月20日）   |                                                                           |
| 13 | 2016年8月26日（2016年9月3日）    | ゲスト：後藤、高橋花                                                      |
| 14 | 2016年9月9日（2016年9月17日）    | ゲスト：鹿野、一木                                                        |
| 15 | 2016年9月23日（2016年10月1日）   | ゲスト：高橋花                                                            |
| 16 | 2016年10月7日（2016年10月15日）  | VTR出演：鹿野、石川、一木、柏山、後藤、鈴木、高橋花、高橋未、高宗         |
| 17 | 2016年10月21日（2016年10月29日） | VTR出演：鹿野、石川、一木、柏山、後藤、鈴木、高橋花、高橋未、高宗         |
| 18 | 2016年11月4日（2016年11月12日）  | ゲスト：鹿野、一木、柏山、後藤、鈴木、高橋花、高宗                        |
| 19 | 2016年11月18日（2016年11月26日） | 全員                                                                      |